# Lorena Bedoya
Lorena Bedoya (Bello; 6 de octubre de 1997) es una futbolista colombiana. Juega en la posición de mediocampista en el Cruzeiro del Brasileirão Femenino. 

## Selección nacional
Debutó con la selección mayor de Colombia el 21 de septiembre de 2021 contra México en un partido amistoso.
El 3 de julio de 2022 es convocada por el técnico Nelson Abadía para la Copa América Femenina 2022 a realizarse en Colombia.

### Participaciones en Copa América
| Copa                       | Sede     | Resultado   | Partidos | Goles |
| -------------------------- | -------- | ----------- | -------- | ----- |
| Copa América Femenina 2022 | Colombia | Subcampeona | 5        | 0     |

## Clubes
| Club                   | País     | Año           |
| ---------------------- | -------- | ------------- |
| América de Cali        | Colombia | 2017          |
| Atlético Nacional      | Colombia | 2018-2019     |
| Deportivo de La Coruña | España   | 2019-2020     |
| Atlético Nacional      | Colombia | 2020-2022     |
| Apollon Limassol       | Chipre   | 2022          |
| Real Brasilia          | Brasil   | 2023-2024     |
| Cruzeiro               | Brasil   | 2024-presente |